# Jardín Hortícola de Hahn
El Jardín Hortícola de Hahn, en inglés: Peggy Lee Hahn Horticulture Garden anteriormente conocido como Virginia Tech Horticulture Garden, es un arboreto y jardín botánico de 7 acres (2 hectáreas) de extensión que se encuentra en Blacksburg, Virginia. 
Este jardín botánico está administrado por el Instituto Politécnico y Universidad Estatal de Virginia y forma parte de su campus.

## Localización
Hahn Horticulture Garden of Virginia Tech Peggy Lee Hahn Garden Pavilion (0915), 200 Garden Lane-Washington Street SW, Blacksburg, Condado de Montgomery, Virginia VA 24061 Estados Unidos
Planos y vistas satelitales.37°13′30″N 80°25′30″O / 37.22500, -80.42500
Está abierto a diario desde el alba al ocaso. La entrada es gratuita.
- Promedio anual de lluvias : 1250 mm

## Historia
El jardín fue creado en 1984, y cambió su nombre en 2004 en honor a la Sra. Hahn y su marido, T. Marshall Hahn, expresidente del Virginia Tech (1962-1974). 
Todas las secciones se han construido y plantado por los estudiantes, personal, profesores y voluntarios.
Actualmente el jardín es utilizado por los estudiantes en horticultura, paisajismo, silvicultura urbana y entomología en los programas de pregrado. 
Más de 50 jardineros voluntarios de Blacksburg, y el área circundante ayudan en el jardín todo el año. Muchos de ellos cumplen sus requisitos con el programa del "Virginia Cooperative Extension Master Gardener" con sus prácticas en el jardín botánico.

## Colecciones
De las secciones del jardín se incluye:
- Colección de coníferas enanas.
- Borduras de plantas perennes, con más de 90 especies y cultivares.
- Estanque, rodeado de arces japoneses con lechos de cultivos de plantas de temporada.
- Lechos de cultivo a la sombra, con plantas nativas y leñosas inusuales procedentes de Asia y Europa.
- Jardín de niebla, con más de 20 especies de bog y plantas acuáticas.
- Alameda de los arces, en el que encontramos arces con cultivos de plantas anuales en sus pies.
- Cenador de Wisterias, wisterias e hydrangeas trepadoras.
- Área de Xeriscape

## Imágenes del jardín

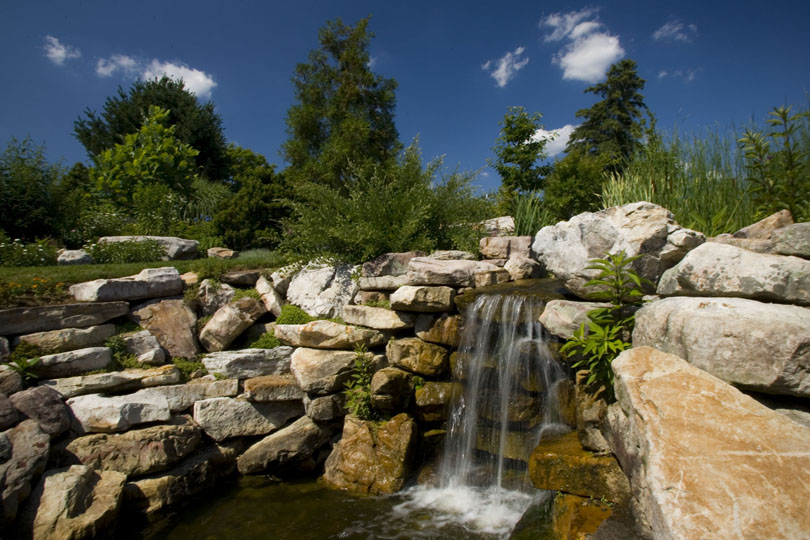
Una cascada desemboca en un estanque en el jardín.
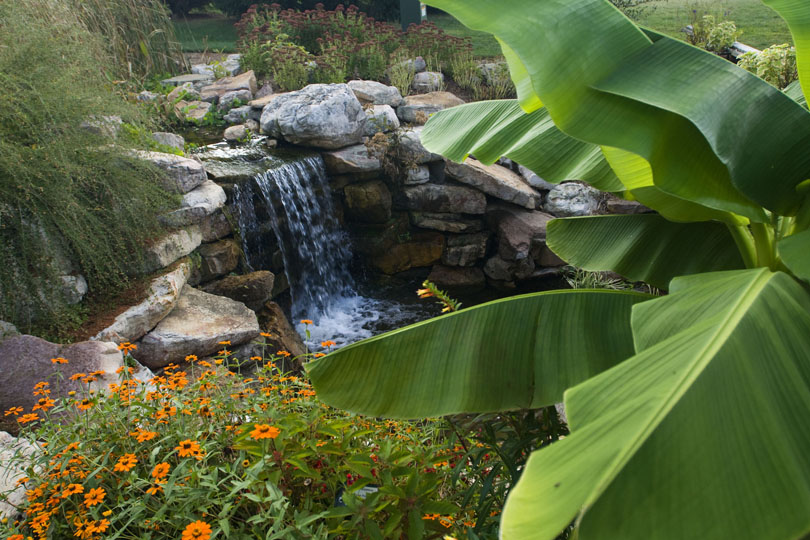
El follajes del otoño junto al estanque.
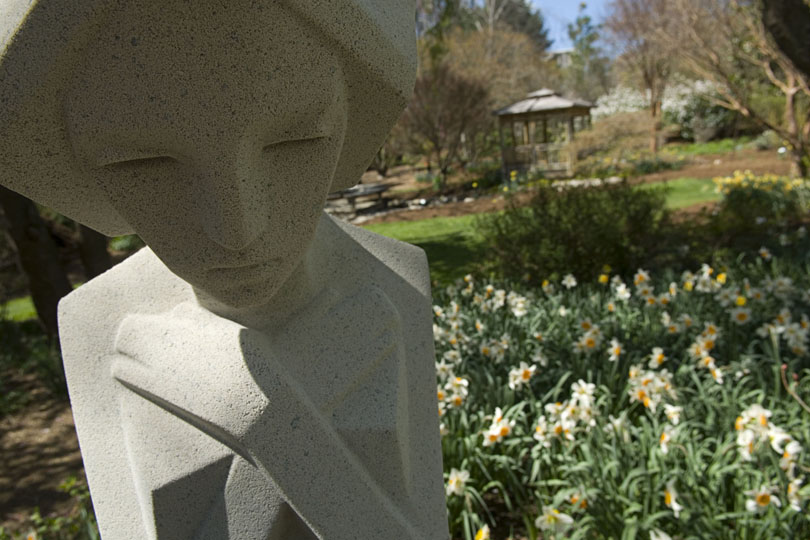
Una escultura de Frank Lloyd Wright recibe a los visitantes del jardín interesados en ver las flores de abril.
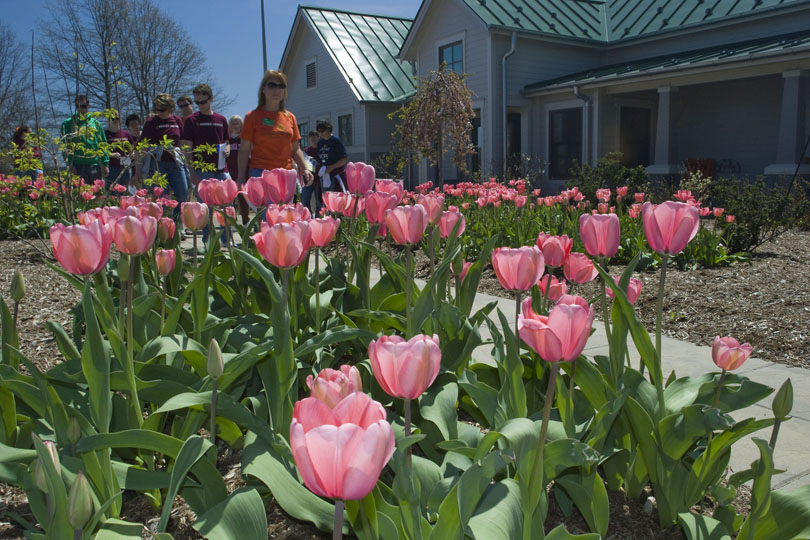
Estudiantes y miembros de la comunidad de Virginia Tech vestidos de los colores naranja y marrón en visita por el jardín y el pabellón.